# Новая и новейшая история
«Но́вая и нове́йшая исто́рия» — ведущий российский научный журнал в области новой и новейшей истории. Основан в 1957 году. Выходит 6 раз в год. Учредители — Российская академия наук и Институт всеобщей истории РАН.
Входит в список научных журналов ВАК.

## Главные редакторы
- акад. А. А. Губер (1957—1962)
- акад. А. Л. Нарочницкий (1962—1974)
- акад. С. Л. Тихвинский (1974—1982)
- акад. Г. Н. Севостьянов (1982—2013)
- д.и.н. В. В. Согрин (2013—2018)
- д.и.н. В. С. Мирзеханов (с 2019)

## Редакционная коллегия
В состав редколлегии входят: Й. Баберовски (Германия), д.и.н. Л. С. Белоусов, член-корр. РАН Д. М. Бондаренко, д.и.н. В. И. Журавлёва, к.и.н. В. М. Зубок (Великобритания), С. Кансикас (Финляндия), д.и.н. С. Я. Карп, член-корр. РАН М. А. Липкин, Л. М. Люкс (Германия), к.и.н. А. Г. Матвеева (зам. главного редактора), М.-П. Рэй (Франция), Д. Рэйли (США), член-корр. РАН Л. П. Репина, д.и.н. И. М. Савельева, д.и.н. Е. Ю. Сергеев, д.и.н. В. В. Согрин, Г. Фриз (США), д.и.н. Б. Л. Хавкин, член-корр. РАН П. П. Черкасов, Ф. Штеллнер (Чехия).